# 나가오카시
나가오카시(일본어: 長岡市)는 일본 니가타현 중부에 있는 시이다. 니가타현에서 두 번째로 인구가 많고 특례시로 지정되어 있다. 나가오카 지방 중핵 도시권을 형성하는 주에쓰 지방 및 나가오카 도시권의 중심 도시이다.
에도 시대에는 나가오카번의 성시(조카마치)였고, 현재에 이르기까지 니가타현 육지부의 중앙인 주에쓰(中越) 지방의 중심 도시로 발전해 왔다. 내각총리대신을 지낸 다나카 가쿠에이와 그의 딸로 외무대신을 지낸 다나카 마키코의 선거구이기도 하다. 불꽃 왕국으로 유명하고 중심부를 흐르는 시나노강에서는 매년 8월 13일에 나가오카 축제가 열린다.

## 지리
조에쓰 신칸센으로 도쿄에서 약 80분, 간에쓰 자동차도로 도쿄에서 약 3시간 거리에 있고 특히 경제 면에서 간토 지방과의 관계가 깊다. 원래 도시로서의 나가오카는 내륙 도시이지만 2005년과 2006년 두 번에 걸친 대규모 행정구역 합병 이후 행정구역으로서의 나가오카시는 동해와 접하는 자치체가 되었다.
남북으로 시나노강이 종단하고 중심부에서는 강의 양안에 시가지가 발전하고 있다.

### 기후
인구 30만 명급 도시로는 세계적으로도 드문 폭설 지대이며 과거에 기록적인 폭설을 몇 번이나 경험하였다. 데라도마리 지역과 와시마 지역은 해안과 가깝기 때문에 비교적 적설이 적다. 지리적으로 대부분이 분지로 겨울은 춥고 여름은 더운 경향이 있다. 시나노강 유역은 차폐물이 적고 여름에는 돌풍이 불기 때문에 세탁물이 매우 빨리 마르고 강풍에 의해 세탁물이 하늘을 날고 있는 광경을 볼 수도 있다.
| 나가오카시의 기후                                            | 나가오카시의 기후 | 나가오카시의 기후 | 나가오카시의 기후 | 나가오카시의 기후 | 나가오카시의 기후 | 나가오카시의 기후 | 나가오카시의 기후 | 나가오카시의 기후 | 나가오카시의 기후 | 나가오카시의 기후 | 나가오카시의 기후 | 나가오카시의 기후 | 나가오카시의 기후 |
| 월                                                           | 1월               | 2월               | 3월               | 4월               | 5월               | 6월               | 7월               | 8월               | 9월               | 10월              | 11월              | 12월              | 연간              |
| ------------------------------------------------------------ | ----------------- | ----------------- | ----------------- | ----------------- | ----------------- | ----------------- | ----------------- | ----------------- | ----------------- | ----------------- | ----------------- | ----------------- | ----------------- |
| 역대 최고 기온 °C (°F)                                       | 15.0 (59.0)       | 18.9 (66.0)       | 23.3 (73.9)       | 30.4 (86.7)       | 32.8 (91.0)       | 37.0 (98.6)       | 39.4 (102.9)      | 39.3 (102.7)      | 38.3 (100.9)      | 35.3 (95.5)       | 26.5 (79.7)       | 19.9 (67.8)       | 39.4 (102.9)      |
| 일평균 최고 기온 °C (°F)                                     | 4.5 (40.1)        | 5.2 (41.4)        | 9.4 (48.9)        | 16.5 (61.7)       | 22.3 (72.1)       | 25.7 (78.3)       | 29.1 (84.4)       | 30.9 (87.6)       | 26.7 (80.1)       | 20.6 (69.1)       | 14.0 (57.2)       | 7.6 (45.7)        | 17.7 (63.9)       |
| 일일 평균 기온 °C (°F)                                       | 1.6 (34.9)        | 1.8 (35.2)        | 4.9 (40.8)        | 11.0 (51.8)       | 16.9 (62.4)       | 21.0 (69.8)       | 24.8 (76.6)       | 26.2 (79.2)       | 22.0 (71.6)       | 15.9 (60.6)       | 9.6 (49.3)        | 4.2 (39.6)        | 13.3 (55.9)       |
| 일평균 최저 기온 °C (°F)                                     | −0.7 (30.7)       | −1.1 (30.0)       | 1.1 (34.0)        | 6.0 (42.8)        | 12.1 (53.8)       | 17.1 (62.8)       | 21.4 (70.5)       | 22.5 (72.5)       | 18.3 (64.9)       | 12.0 (53.6)       | 6.0 (42.8)        | 1.5 (34.7)        | 9.7 (49.5)        |
| 역대 최저 기온 °C (°F)                                       | −9.7 (14.5)       | −11.8 (10.8)      | −6.3 (20.7)       | −2.8 (27.0)       | 2.9 (37.2)        | 9.0 (48.2)        | 13.0 (55.4)       | 14.1 (57.4)       | 8.1 (46.6)        | 2.5 (36.5)        | −1.9 (28.6)       | −8.4 (16.9)       | −11.8 (10.8)      |
| 평균 강수량 mm (인치)                                        | 294.4 (11.59)     | 165.5 (6.52)      | 140.8 (5.54)      | 103.7 (4.08)      | 97.8 (3.85)       | 136.9 (5.39)      | 235.0 (9.25)      | 163.9 (6.45)      | 165.6 (6.52)      | 184.6 (7.27)      | 289.0 (11.38)     | 372.2 (14.65)     | 2,349.3 (92.49)   |
| 평균 강설량 cm (인치)                                        | 197 (78)          | 155 (61)          | 52 (20)           | 1 (0.4)           | 0 (0)             | 0 (0)             | 0 (0)             | 0 (0)             | 0 (0)             | 0 (0)             | 1 (0.4)           | 76 (30)           | 477 (188)         |
| 평균 강수일수 (≥ 1.0 mm)                                     | 25.8              | 20.5              | 18.7              | 13.4              | 10.6              | 11.5              | 13.8              | 11.1              | 13.6              | 15.1              | 19.9              | 24.7              | 198.6             |
| 평균 월간 일조시간                                           | 37.3              | 60.6              | 117.9             | 170.8             | 201.3             | 155.4             | 143.9             | 193.5             | 141.0             | 132.4             | 88.3              | 49.3              | 1,493.9           |
| 출처: 일본 기상청 (평년값: 1991년~2020년, 극값: 1976년~현재) |                   |                   |                   |                   |                   |                   |                   |                   |                   |                   |                   |                   |                   |

### 인접하는 자치체
- 니가타시(니시칸구)
- 니시칸바라군 야히코촌
- 쓰바메시
- 산조시
- 미쓰케시
- 우오누마시
- 오지야시
- 도카마치시
- 가시와자키시
- 가리와군 가리와촌
- 산토군 이즈모자키정

## 역사
에도 막부는 1616년에 나오요리 호리를 나가오카번에 봉하였다. 호리는 시나노강 유역의 자오도 지역에 성과 조카마치를 세웠다. 그러나 이 지역은 홍수가 발생하기 쉬워 1617년에 현재의 나가오카역 부지에 해당하는 곳에 새로운 성이 축조되었다.
에도 시대에 나가오카는 마키노씨가 13대에 걸쳐 지배하는 동안 조카마치로 번영하였다. 메이지 유신 때인 1868년의 보신 전쟁 때 마키노씨의 군사 대장인 쓰기노스케 카와이는 메이지 정부에 대항해 나가오카군을 이끌었다. 나가오카는 패배하였고 도시는 잘게 쪼개졌다. 나가오카가 재건되는 동안 새로운 일파는 재정을 위해 이웃한 번에 미백표(米百俵)를 판매하였다. 메이지 시대가 시작되면서 나가오카와 주변 마을들은 가시와자키현(니가타현)의 일부가 되었다. 1906년에 나가오카시가 성립하였다.
1945년 8월 1일에는 미 공군의 폭격을 받아 1,470명이 사망하였다. 1960년 9월 1일 후타와촌이 나가오카시에 편입 합병되었다. 1963년 1월에는 기록적인 폭설이 내렸다. 1982년에 조에쓰 신칸센이 나가오카역까지 연결되었다.
2004년에는 7월 12일~13일에 주에쓰 지방을 강습한 집중 호우와 10월 23일에 발생한 니가타현 주에쓰 지진으로 큰 피해를 입었다.
2005년 4월 1일에 미나미칸바라군(南蒲原郡) 나카노시마정(中之島町), 산토군(三島郡) 고시지정(越路町)와 미시마정(三島町), 고시군(古志郡) 야마코시촌(山古志村), 가리와군(刈羽郡) 오구니정(小国町)을 편입하여 인구가 20만 명을 넘었다. 나카노시마정은 역시 2004년 7월의 집중 호우로, 고시지정, 야마코시촌, 오구니정은 니가타현 주에쓰 지진으로 큰 피해를 입었으며, 야마코시촌 주민들 중에는 여전히 나가오카 시내에 개설된 가설 주택에서 피난 생활을 보내고 있는 사람들도 적지 않다.
2006년 1월 1일에는 도치오시(栃尾市)와 산토군 요이타정(与板町), 와시마촌(和島村), 데라도마리정(寺泊町)을 편입하여 동해와 접하는 도시가 되었다.

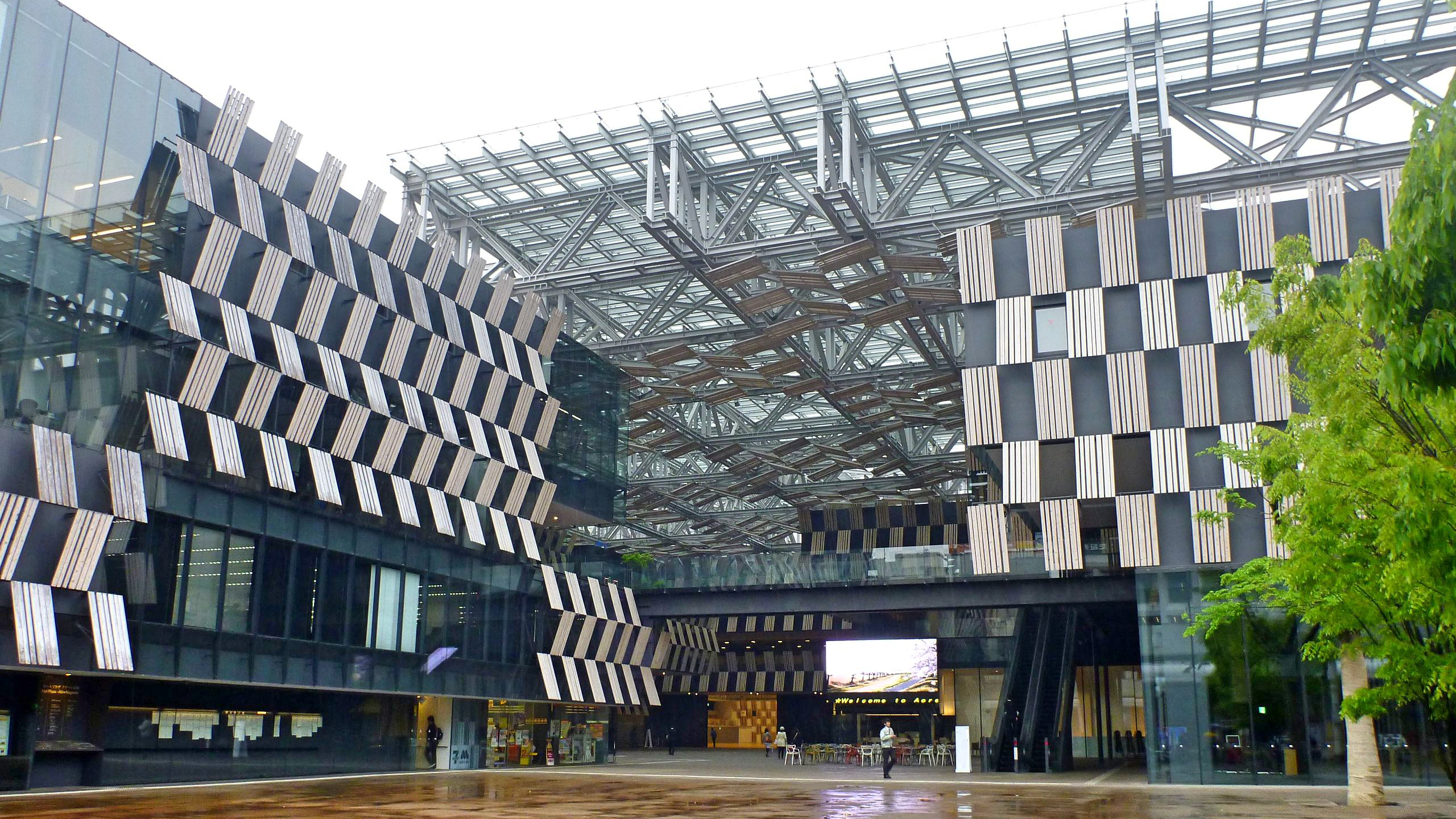
나가오카시청

## 경제
제2차 세계 대전 이후 나가오카는 유리한 입지와 편리한 교통 기반 시설 덕분에 제조업이 번성하였다. 생산되는 공산품으로는 정밀 기계와 공작 기계가 있다.

## 교통

### 철도
- 동일본 여객철도
  - 조에쓰 신칸센
  - 신에쓰 본선
  - 조에쓰선
  - 에치고선

### 도로
- 호쿠리쿠 자동차도
- 간에쓰 자동차도
- 국도 제8호선
- 국도 제17호선
- 국도 제116호선
- 국도 제290호선
- 국도 제291호선
- 국도 제351호선
- 국도 제352호선
- 국도 제402호선
- 국도 제403호선
- 국도 제404호선
- 국도 제460호선

## 인구
| 연도 | 인구    | ±%    |
| ---- | ------- | ----- |
| 1960 | 284,026 | —     |
| 1970 | 279,395 | −1.6% |
| 1980 | 289,234 | +3.5% |
| 1990 | 290,923 | +0.6% |
| 2000 | 292,887 | +0.7% |
| 2010 | 282,674 | −3.5% |

## 자매결연도시
- 미국 텍사스주 포트워스
- 독일 트리어